# Rei Pelushi
Rei Pelushi (* 7. August 1996 in Tirana) ist ein albanischer Tennisspieler.

## Werdegang
Pelushi wurde im Mai 2012 erstmals für die albanische Davis-Cup-Mannschaft nominiert, der er seither angehört. Seine Matchbilanz im Davis Cup verzeichnet einen Sieg bei sieben Niederlagen (Stand Juli 2013).